# Andrea Bertolini
Pour les articles homonymes, voir Bertolini.
Andrea Bertolini, né le 1er décembre 1973 à Sassuolo, dans la province de Modène (Émilie-Romagne), est un pilote automobile italien engagé dans le Championnat du monde d'endurance FIA après avoir remporté le Championnat FIA GT et le Championnat du monde FIA GT1 avec le Vitaphone Racing.

## Palmarès
- Championnat FIA GT
  - Champion en 2006, 2008 et 2009
  - 11 victoires entre 2004 et 2009

- Championnat du monde FIA GT1
  - Champion en 2010
  - 4 victoires en 2010

- Superstars International Series
  - Champion en 2011

- Championnat du monde d'endurance FIA

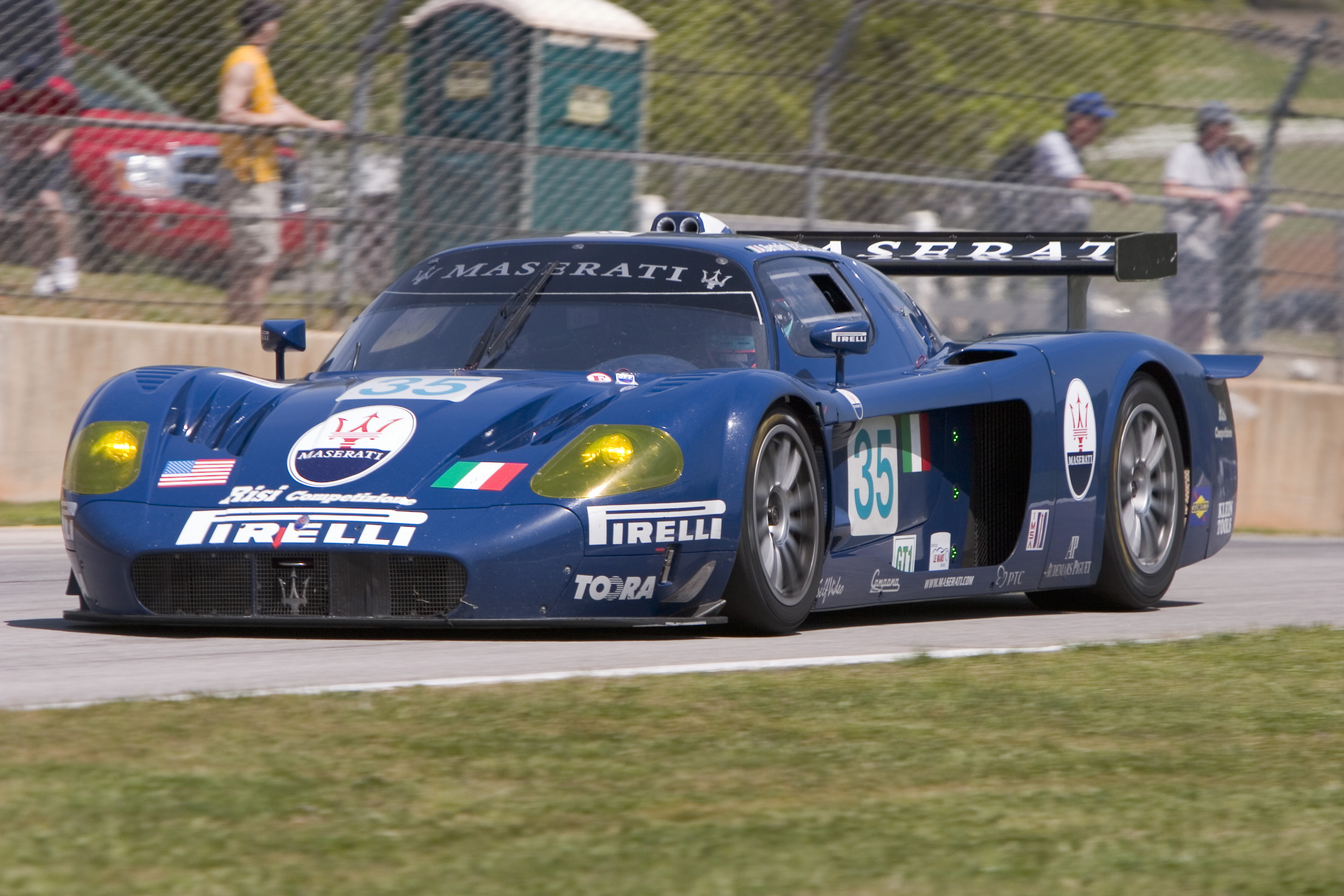
Andrea Bertolini sur Maserati MC12

  - Vainqueur des 12 Heures de Sebring 2012 dans la catégorie LMGTE Pro

- Asian Le Mans Series
  - Champion dans la catégorie GTC en 2013

- Divers
  - victoire aux 6 Heures de Vallelunga 2013